# Majláth Mária
Majláth Mária (Sárvár, 1916. december 27. – Budapest, 2004. augusztus 27.) magyar színésznő, a Nemzeti Színház örökös tagja. Férje Balázs Samu Kossuth-díjas színművész.

## Élete
1936-ban a Bethlen Téri Színház tagja volt, de művészi pályáját komolyabban 1938-ban, Miskolcon kezdte. 1940-től Székesfehérvárott, 1945-től pedig Szegeden játszott. 1948-óta a Nemzeti Színház társulatának művésze és 1989 óta örökös tagja is volt. 40 éves tagságáért 1988-ban Nemzeti Aranygyűrűt kapott. 1990-ben ünnepelte 50 éves színészi jubileumát. Karakterszínésznői és előadóművészi színházi tevékenységei mellett vendégművészként közreműködött az Irodalmi Színpad előadásaiban. Egyik utolsó szerepét Georg Büchner Danton halála című drámájában játszotta, Székely Gábor rendezésében.

## Családja
Első férje Lévay Béla filmproducer volt, akivel 1943. március 10-én házasodott össze. Második házasságát Balázs Samu színművésszel kötötte. Fiuk, Balázs Ádám 1952. március 8-án Budapesten született.

## Fontosabb alakításai
- POLGÁRMESTERNÉ (Gogol: A revizor),
- KOROBKIN FELESÉGE (Gogol: A revizor),
- MÁSODIK NŐ (Gladkov-Müller: Elérkezett az idő),
- RHÉDEY ESZTER (Móricz: Úri muri),
- SZOLGÁLÓ (García Lorca: Bernarda Alba háza),
- EMILY (Wilder: A mi kis városunk),
- FELESÉG (Gádor: Lyuk az életrajzon),
- ALEXANDRA (Molnár: A hattyú),
- MELINDA (Katona: Bánk bán),
- ÁPOLÓ (Pirandello: Ahogy szeretsz),
- KATA (Shakespeare: A makrancos hölgy),
- MIRANDA (Shakespeare: A vihar),
- KATA, Bodó Felesége (Vörösmarty: Czillei és a Hunyadiak),
- KÁTYA (Dosztojevszkij: A félkegyelmű),
- HANNA KENNEDY, Mária dajkája (Schiller: Stuart Mária),
- HÁZVEZETŐNŐ (Gorkij: Vássza Zseleznova),
- A SZÖNYEGKERESKEDŐ FELESÉGE (Brecht: A szecsuáni jólélek),
- ANYA (Darvas: Részeg eső),
- SZOLGÁLÓ (Lorca: Bernarda Alba háza).

## Filmek
- Szomszédok (1987),
- Redl ezredes (1985)
- 141 perc a befejezetlen mondatból (1975),
- Megöltek egy lányt (1961),
- Álmatlan évek (1959) ,
- Micsoda éjszaka! (1958),
- Csempészek (1958) ,
- Külvárosi legenda (1957) ,
- Magyar Kívánsághangverseny (1943),
- A tenger boszorkánya (1943, magyar - bolgár, befejezetlen).

## Hangjátékok
- Csipkerózsika (1986)

## Rádió
- Versműsorok,
- Irodalmi műsorok.